# Cetyryzyna
Cetyryzyna (łac. cetirizinum) – antagonista receptora H1, pochodna hydroksyzyny. Lek przeciwhistaminowy II generacji. Blokuje receptory H1 i hamuje chemotaksję eozynofili.
W lecznictwie stosuje się też aktywny izomer lewoskrętny: lewocetyryzynę.

## Wskazania
- alergiczny nieżyt nosa
- alergiczne zapalenie spojówek
- skórne odczyny alergiczne
- pokrzywka

## Dawkowanie
Dorośli w dawce jednorazowej 10 mg, dzieci w dawce podzielonej; ściśle według wskazań lekarza.

## Działania uboczne
Może powodować senność, osłabienie koncentracji, rozkojarzenie. W przypadku wystąpienia uciążliwych skutków niepożądanych natychmiast odstawić lek i skonsultować się z lekarzem.

## Preparaty
- Acer (tabletki)
- Alermed (tabletki)
- Alero (tabletki)
- Allertec (tabletki, syrop)
- Alerton (tabletki)
- Alerzina (tabletki)
- Amertil (tabletki, roztwór do stosowania doustnego)
- Cirrus oraz CirrusDuo (tabletki; lek złożony zawierający cetyryzynę)
- CetAlergin (tabletki, krople doustne)
- Ceratio (tabletki)
- Cetrizen (tabletki)
- Cezera (tabletki)
- Letizen (tabletki)
- Virlix (tabletki, roztwór doustny)
- Zyrtec (tabletki, krople, roztwór doustny)